# Haimish Karrasch
Haimish John Karrasch (Brisbane, 27 de enero de 1976) es un deportista australiano que compitió en remo.
Ganó una medalla de plata en el Campeonato Mundial de Remo de 1999, en la prueba de doble scull ligero. Participó en dos Juegos Olímpicos de Verano, ocupando el sexto lugar en Atlanta 1996 (cuatro sin timonel ligero) y el séptimo en Sídney 2000 (doble scull ligero).

## Palmarés internacional
| Campeonato Mundial | Campeonato Mundial      | Campeonato Mundial | Campeonato Mundial |
| Año                | Lugar                   | Medalla            | Prueba             |
| ------------------ | ----------------------- | ------------------ | ------------------ |
| 1999               | St. Catharines (Canadá) | Medalla de plata   | Doble scull ligero |